# 贝恩维莱尔
贝恩维莱尔（法語：Bernwiller，法語發音：[bɛʁnvilɛʁ] ⓘ）是法国上莱茵省的一个市镇，属于阿尔特基什区。该市镇于2016年1月1日由原贝恩维莱尔与市镇阿梅尔茨维莱尔合并而成。

## 地理
贝恩维莱尔（47°41'23"N, 7°10'5"E）面积13.70 平方千米，位于法国大東部大區上莱茵省，该省份为法国东部内陆省份，是阿尔萨斯的一部分，今与下莱茵省组成了阿尔萨斯欧洲集体，其北临下莱茵省，西接孚日省，西南接贝尔福地区省，东侧沿莱茵河与德国相望，南与瑞士接壤。
与贝恩维莱尔接壤的市镇（或旧市镇、城区）包括：下比诺普特、艾姆斯布伦、加尔凡格、圣贝尔纳、巴尔什维莱尔、吉尔德维莱尔。
贝恩维莱尔的时区为UTC+01:00、UTC+02:00（夏令时）。

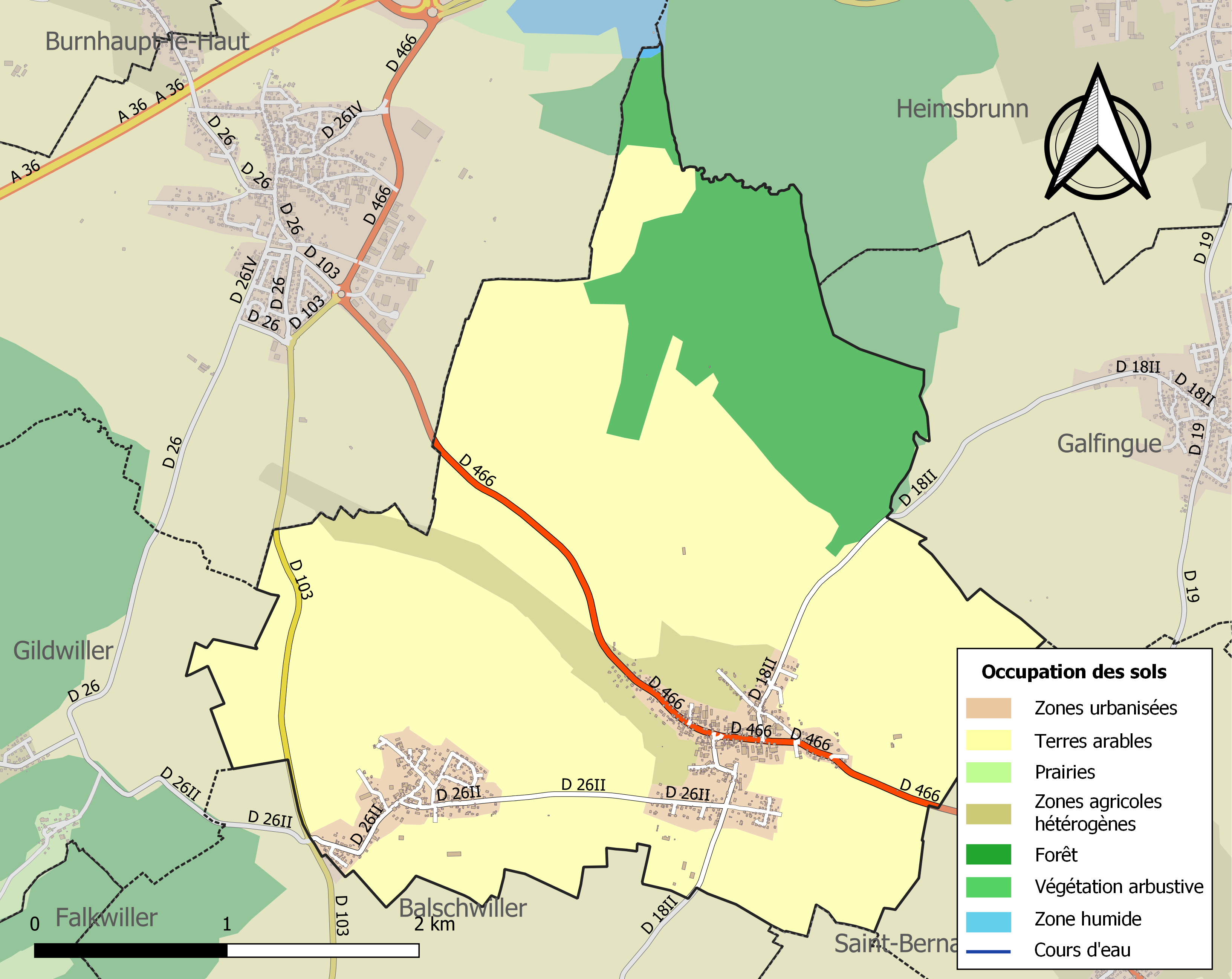
贝恩维莱尔的OSM定位图

## 行政
贝恩维莱尔的邮政编码为68210，INSEE市镇编码为68006。

## 政治
贝恩维莱尔所属的省级选区为马斯沃-尼德布吕克县。

## 人口

1962-2008年间贝恩维莱尔人口变化图示

贝恩维莱尔于2022年1月1日时的人口数量为1209人。